# Parcs nationaux et réserves naturelles du Danube
Des parcs nationaux et des réserves naturelles ont été mises en place sur tout le parcours du Danube afin de préserver la grande variété biologique face aux interventions humaines.

## Parc naturel du Haut Danube

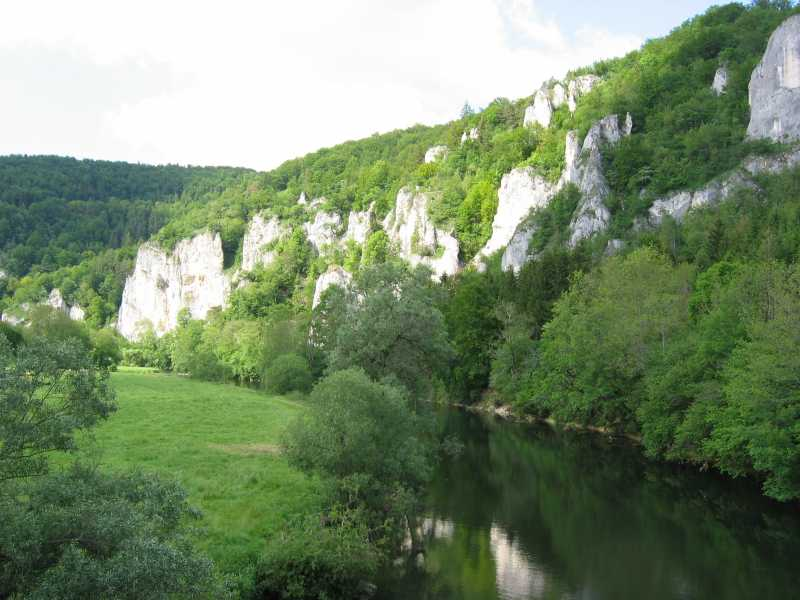
Percée du Danube dans le Jura souabe

Entre Immendingen et Ertingen, en Allemagne, dans le Jura souabe, le fleuve traverse le parc naturel du Haut Danube. Les magnifiques rochers situés dans la « percée du Danube » comptent parmi les rares endroits en Allemagne recouverts de plantes mais exempts de forêts. Comme ce sol est très sec et que les températures connaissent de fortes variations, beaucoup de plantes avides de lumière, parfois des reliques de l'ère glaciaire, ont pu s'y épanouir. Ainsi on retrouve dans le parc national la combinaison inhabituelle de la flore méditerranéenne, alpine et de la toundra. Avec près de 750 espèces de plantes différentes, dont certaines menacées d'extinction, cette région préservée de l'activité humaine est l'une des plus riches du Bade-Wurtemberg au niveau de la flore.

## Réserve naturelle «Donauleiten»
La réserve naturelle Donauleiten est située en Autriche entre Passau (Allemagne) et Jochenstein. Il s'agit d'un plissement très abrupt à l'endroit où la montagne de la forêt bavaroise s'est élevée de plus de cent mètres au-dessus de la plaine préalpine. Par leur exposition plein sud, le granite et le gneiss de ces falaises du Danube se réchauffent et créent ainsi un climat quasi-méditerranéen. Ainsi ce milieu particulier a permis la survie de certaines espèces rares comme la couleuvre d'Esculape, qui est de couleur vert noir et qui peut atteindre 2 mètres de long. La grande variété d'insectes est également remarquable : des papillons comme le Machaon, le Flambé et le grand Mars changeant peuvent y être observés fréquemment. Même l'Apollon blanc et noir y vit encore par endroits. De par la proximité de terrains pauvres, plutôt acides et secs, le long des parois abruptes, et de forêts de feuillus plus humides situées sur des terrasses rocheuses recouvertes de mousse, il y existe aussi une flore très diversifiée où s'épanouissent le cyclamen, les fleurs de lis, la digitale pourpre et la digitale jaune, le daphné et des orchidées comme l'orchis mâle et la céphalanthère. Mais l'activité agraire et forestière intensive est responsable du recul de ces espèces.

## Parc national des plaines alluviales du Danube

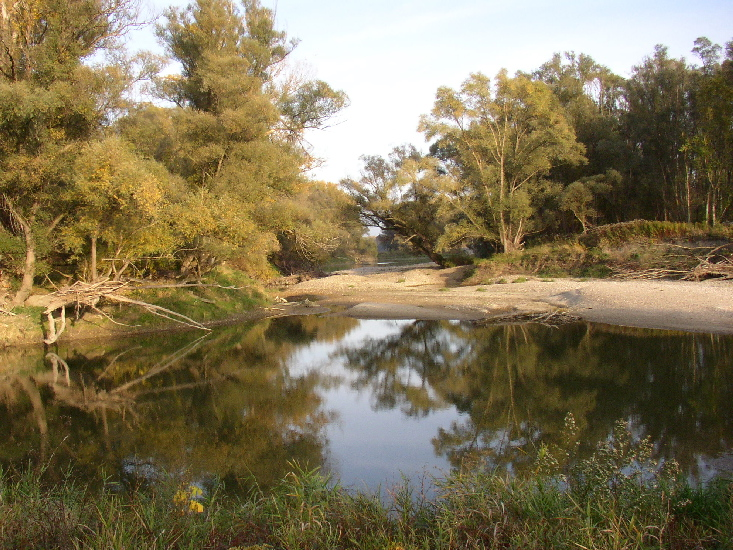
« Donauauen

Une des plus grandes régions de prairies alluviales en Europe centrale sont les  « Donauauen , les plaines alluviales du Danube, près de Vienne (Autriche) à Hainburg, où le parc national s'étend de la Lobau jusqu'au confluent avec la  Morava. On y recense près de 70 espèces de poissons, 30 espèces de mammifères et 100 espèces d'oiseaux.
Ce parc national n'a pas seulement été créé à l'initiative du gouvernement autrichien mais également à la suite de protestations de la part de la population en 1983/1984 qui s'opposait à la construction d'une centrale hydraulique. La prairie de la Hainburger Au fut à l'époque occupée de manière spectaculaire par plusieurs milliers de personnes et plus de 350 000 personnes ont signé une pétition contre le projet. Ce mouvement populaire a vu la naissance du parti écologique autrichien (Die Grünen). En 1996 les prairies alluviales ont été déclarées « parc national ».
Aujourd'hui ce parc national est à nouveau menacé par le projet d'un nouveau périphérique viennois. Cette route devrait passer en grande partie dans le sous-sol du parc, dans des tunnels, mais elle nécessiterait quand même de nombreuses infrastructures aériennes et la nappe phréatique, d'importance primordiale, pourrait aussi être menacée.

## Parc national Danube–Ipoly
Le parc national Danube–Ipoly est situé en Hongrie et englobe les massifs montagneux de Börzsöny, de Pilis, de Visegrád, la rive gauche de l'Eipel, l'île de Szentendre et la rive gauche du Danube. 2 000 espèces de plantes différentes et plusieurs milliers d'espèces animales vivent dans ce parc national, parmi lesquelles le Lin ( Linum capitatum) endémique.

## Parc naturel Kopački rit
Le Parc naturel Kopački rit se situe en Croatie au confluent du Danube et de la Drave. Les marais, marécages et zones humides qui le composent sont le domicile de nombreuses espèces animales et végétales, dont 275 espèces d'oiseaux. Dans les nombreux bras secondaires du fleuve vivent également 40 espèces de poissons. Le parc naturel Kopački rit, qui était déjà reconnu comme étant un endroit unique au XVIIe siècle. Lorsque l'empire austro-hongrois lui accorda un statut spécial, a été proposé pour être placé sur la Liste du patrimoine mondial de l'UNESCO.

## Réserve naturelle spéciale de Deliblatska peščara
La réserve naturelle spéciale de Deliblatska peščara se situe dans la région serbe de Južna Bačka, dans la province autonome de Voïvodine. Elle s'étend entre le Danube, les Carpates méridionales et le fleuve Tamiš sur plus de 354 km et sur une surface de 30 000 hectares. On peut voir dans cette réserve un phénomène désertique naturel, une dune au cœur des Balkans, avec une faune et une flore unique en Europe. De ce fait, en Serbie la réserve porte aussi le surnom de Evropska Sahara (Sahara européen). Au début du XIXe siècle, on planta des acacias et d'autres arbres sur les dunes et aujourd'hui plus de la moitié du paysage est reboisé et certaines zones sont devenues de riches réserves saisonnières de chasse. L'imposante taille de ces « montagnes » de sable (plus de 200 m de hauteur), leur beauté et la variété des couleurs des nombreuses fleurs qui les recouvrent rendent ce milieu très attractif pour les visiteurs.

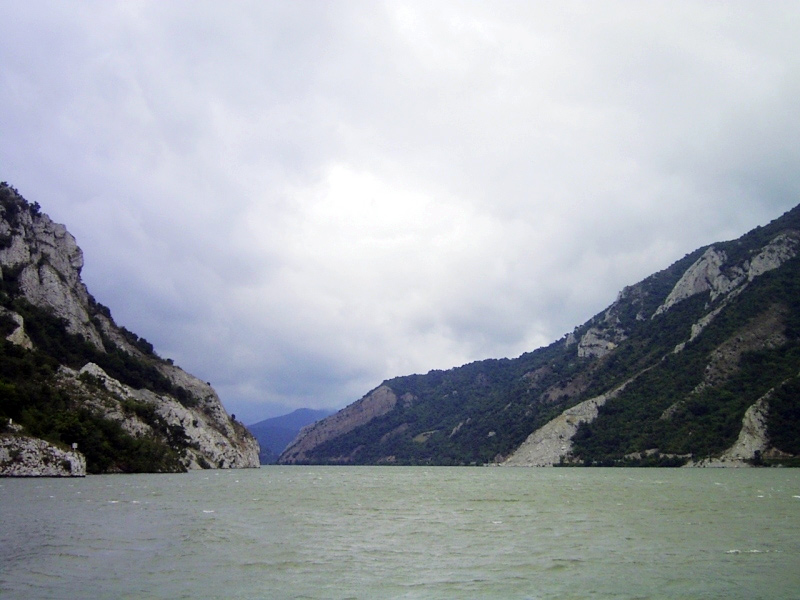
Les Portes de Fer, dans le parc national de Đerdap

## Parc national de Djerdap (Đerdap)
Le parc national de Djerdap, situé en Serbie, s'étend le long du Danube, depuis la ville de Golubac jusqu'au village de Tekija, sur une longueur de 100 km et sur une surface de 63.680 hectares. Les éléments uniques de ce parc sont les défilés et les gorges immenses (les plus grandes au monde après celles du Grand Canyon) à travers lesquelles s'écoule le Danube. La flore tertiaire, la végétation et la faune du parc en font une réserve naturelle unique. On y trouve plus de 1100 espèces de plantes, des ours, des lynx, des loups, des chacals à flancs rayés, des cigognes noires, ainsi que certains hiboux. L'homme était également toujours présent dans cette région, ce qu'attestent de nombreux vestiges, comme l'immense plaque de marbre « Tabula Traiana », dont certains sont visibles au musée de Lepenski Vir.
D'autres parcs nationaux serbes situés le long du Danube sont la réserve naturelle spéciale de Gornje Podunavlje et le parc national de Fruška gora.

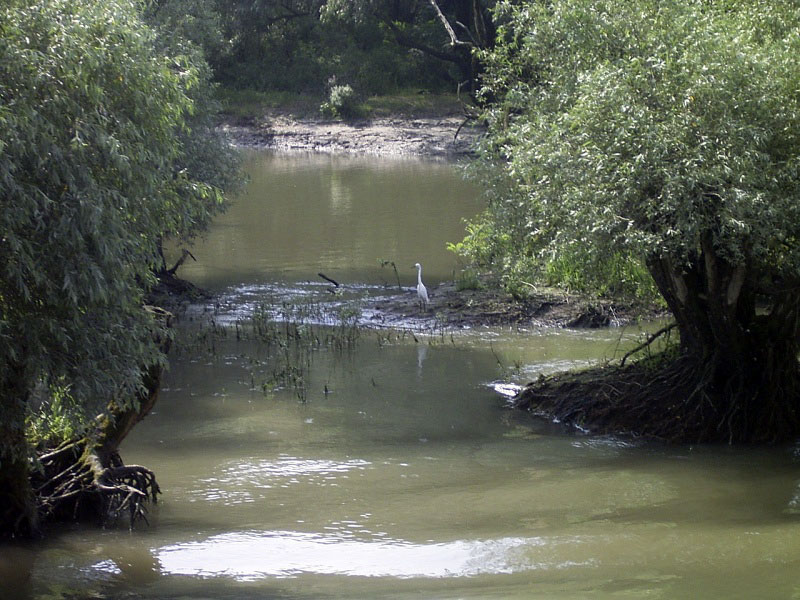
Bras secondaire du delta du Danube

## Réserve de la biosphère du delta du Danube
Le delta du Danube, situé en Roumanie et à la frontière de l'Ukraine, à plus de 2 800 km de sa source, est la région de l'embouchure du fleuve dans la mer Noire. C'est le plus grand delta fluvial en Europe après le delta de la Volga. Il est constitué de quatre bras principaux (Chilia, Tulcea, Sulina et Sfântu Gheorghe) ainsi que d'innombrables bras latéraux, d'îles flottantes, de bras morts et de lacs, mais aussi de forêts vierges et de biotopes extrêmement secs situés sur des dunes. Cet écosystème d'une superficie de 5 000 km², de loin le plus grand de la planète, est la plus grande zone humide d'Europe et on considère qu'il regroupe la plus grande concentration de roseaux au monde. Il est le milieu de vie de plus de 4 000 espèces animales et de plus de 1 000 espèces végétales.

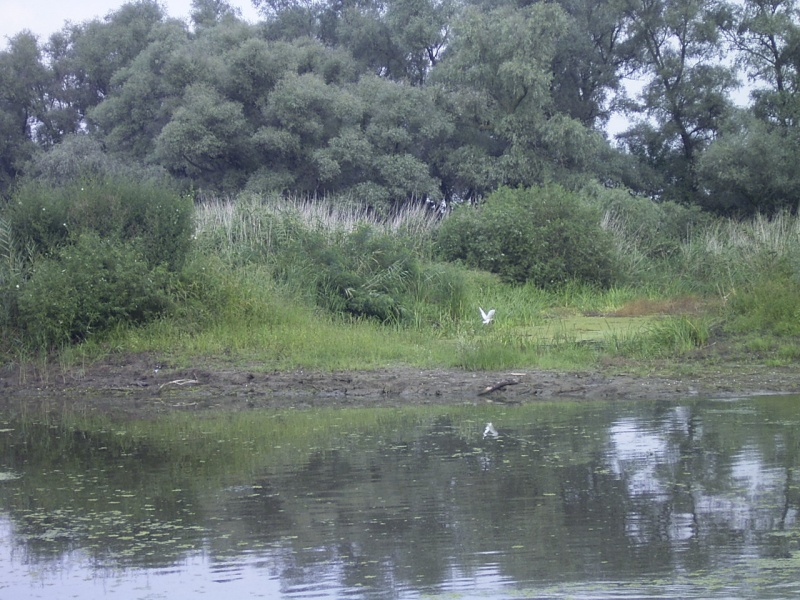
Rivage du delta du Danube

En 1991, l'UNESCO a déclaré le delta du Danube comme faisant partie du patrimoine naturel de l'humanité. Le 5 juin 2000 les gouvernements de la Roumanie, de la Bulgarie, de la Moldavie et de l'Ukraine se sont engagés à protéger et à restaurer les zones humides le long des 1 000 km du bas Danube. Ce « corridor vert » est devenu de ce fait la plus grande zone protégée d'Europe. Mais depuis le début de ce nouveau millénaire cette région est aussi devenue de plus en plus une destination touristique. Rien qu'entre mai et juillet 2004, plus de 54 000 personnes ont visité cette région, ce qui représente une hausse de presque 50 % par rapport à l'année précédente.